# Mochi
Mochi (餅, eller med ærespræfiks o-mochi eller omochi お餅) er betegnelsen for japanske riskager, der traditionelt spises til især nytår.
Ved den normale japanske tilberedelse bliver de anvendte klæberis (mochigome) først dampkogt. Traditionelt placeres de derefter i et stort trækar-morterer (臼, usu), hvorpå der slås med store hamre af træ (杵, kine), idet en hjælper vender risklumperne efter hvert slag. Denne traditionelle tilberedelsesmåde anvendes dog nu om stunder stort set kun ved festivaler eller ved offentlige sumokampe. Ved normal tilberedelse bruges maskiner, da det andet kræver stor fysisk kraft.
Mochi kan spises frisk tilberedt som hvide kager eller i tørret form. Ofte bliver den stegt og serveret med sukker, sojasovs eller nori. Til nytår spises den som tilbehør til zouni, en speciel nytårssuppe.
På grund af klæbrigheden og traditionen med at fejre det nye år ved at spise flest mulig mochi sker der hvert år dødsfald som følge af kvælning. De japanske aviser fortæller om dette i "nytårsdødsstatistikker", og det bliver også jævnligt bragt op i de vestlige massemedier.